# Symphonie d'une cour de ferme
Pour plus de détails, voir Fiche technique et Distribution.
Symphonie d'une cour de ferme (Farmyard Symphony) est un court métrage d'animation américain de la série des Silly Symphonies, réalisé par Jack Cutting, produit par Walt Disney, pour RKO Radio Pictures, sorti le 14 octobre 1938.

## Synopsis
La cour de la ferme s'agite et prend vie sur plusieurs airs de musique classique. Le coq fait ainsi une sérénade à une poule, rejoint par d'autres animaux. Tous s'associent à l'arrivée du fermier et de la fermière qui viennent leur donner à manger.

## Fiche technique
- Titre original : Farmyard Symphony
- Autres titres[1] :
  -  France : Symphonie d'une cour de ferme
  -  Suède : Symfoni på stallbacken, Kuckeliku! Klockan är sju
- Série : Silly Symphonies
- Réalisateur : Jack Cutting
- Scénario[2] : George Stallings
- Voix[2] : Voir Distribution
- Animateurs[2] : Eric Larson, Fred Madison, John Bradbury, Ken Hultgren, Milt Kahl, Bernard Garbutt, Don Lusk, Paul Satterfield, Lynn Karp, John Sewall, Paul Busch
- Layout : David Hilberman, Art Heinemann
- Producteur : Walt Disney
- Production : Walt Disney Productions
- Distributeur : RKO Radio Pictures
- Date de sortie[1],[3] : 14 octobre 1938
- Autres Dates[2] :
  - Annoncée : 14 octobre 1938
  - Dépôt de copyright : 14 octobre 1938
  - Première à New York : 2 au 15 mars 1939 au Radio City Music Hall en première partie de Stagecoach de John Ford
  - Première à Los Angeles: 18 janvier au 7 février 1939 au Grauman's Chinese Theater et Loew's State en première partie de Jesse James de Henry King
- Format d'image : couleur (Technicolor[1])
- Son : Mono
- Musique[2] : Leigh Harline
  - Extrait de Troisième mouvement de Symphonie no 6 (1808) de Ludwig van Beethoven
  - Extrait de l'Ouverture de Les Joyeuses Commères de Windsor (1849) d'Otto Nicolai
  - Extrait de l'Ouverture de Guillaume Tell (1829) de Gioachino Rossini
  - Extrait de l'Ouverture de La Pie voleuse (1817) de Gioachino Rossini
  - Extrait de la Marche funèbre (1839) de Frédéric Chopin
  - Extrait du Barbier de Séville (1816) de Gioachino Rossini
  - Extrait de The Bohemian Girl (1843) de Michael Balfe
  - Extrait de Chanson de Printemps (1843) de Felix Mendelssohn
  - Extrait de The Campbell are Comin (trad.)
  - Extrait de Semiramide (180.) de Gioachino Rossini
  - Extrait de Martha (1847) de Friedrich von Flotow
  - Extrait de La Donna é mobile du Rigoletto (1851) de Giuseppe Verdi
  - Extrait du Miserere du Trouvère (1853) de Giuseppe Verdi
  - Extrait de Orphée aux Enfers (1858) de Jacques Offenbach
  - Extrait de Stradella (1844) de Friedrich von Flotow
  - Extrait de Rhapsodies hongroises no 2 (1829) de Franz Liszt
  - Extrait de l'Ouverture de Tannhäuser de Richard Wagner
- Durée[2] : 8 min 11 s
- Langue : (en)
- Pays :  États-Unis

## Distribution
- Billy Bletcher : Bull
- Lee Sweetland : fermier
- Lee Millar :  mule
- Dorothy Lyod : poulets
- Bea Hagen : fermière
- Melvin Gilly : autres animaux
- Victor Rodman : autres animaux
- Max Terhune : autres animaux

## Commentaires
Des scènes du film ont été reprises dans le court métrage éducatif et militaire The Grain That Built a Hemisphere (1943) et le Tic et Tac, Drôle de poussin (1951).
Cette Silly Symphony contient plus d'une quinzaine d'extraits musicaux, ce qui en fait celle ayant le plus de musiques différentes.